# Саутвест-Гарбор (переписна місцевість, Мен)
Саутвест-Гарбор (англ. Southwest Harbor) — переписна місцевість (CDP) в США, в окрузі Генкок штату Мен. Населення — 720 осіб (2010).

## Географія
Саутвест-Гарбор розташований за координатами 44°16′42″ пн. ш. 68°19′43″ зх. д. / 44.27833° пн. ш. 68.32861° зх. д. (44.278390, -68.328580).  За даними Бюро перепису населення США в 2010 році переписна місцевість мала площу 3,49 км², уся площа — суходіл.

## Демографія
Згідно з переписом 2010 року, у переписній місцевості мешкало 720 осіб у 376 домогосподарствах у складі 195 родин. Густота населення становила 206 осіб/км².  Було 705 помешкань (202/км²).
Расовий склад населення:
| - 96,9 % — білих - 0,4 % — азіатів - 0,3 % — чорних або афроамериканців |

До двох чи більше рас належало 1,7 %. Частка іспаномовних становила 1,1 % від усіх жителів.
За віковим діапазоном населення розподілялося таким чином: 18,9 % — особи молодші 18 років, 55,1 % — особи у віці 18—64 років, 26,0 % — особи у віці 65 років та старші. Медіана віку мешканця становила 48,4 року. На 100 осіб жіночої статі у переписній місцевості припадало 81,4 чоловіків;  на 100 жінок у віці від 18 років та старших — 83,1 чоловіків також старших 18 років.
Середній дохід на одне домашнє господарство  становив 69 096 доларів США (медіана — 41 833), а середній дохід на одну сім'ю — 103 407 доларів (медіана — 51 563). За межею бідності перебувало 11,3 % осіб, у тому числі 11,8 % дітей у віці до 18 років та 11,9 % осіб у віці 65 років та старших.
Цивільне працевлаштоване населення становило 421 особа. Основні галузі зайнятості: мистецтво, розваги та відпочинок — 32,5 %, науковці, спеціалісти, менеджери — 23,8 %, виробництво — 21,4 %.